# Космічна підкова
Космічна підкова — система з двох гравітаційно-лінзованих галактик у сузір'ї Лева.
Об'єкт являє собою далеку галактику, перед якою на промені зору розташована масивна галактика LRG 3-757. Світло дальньої галактики, проходячи через гравітаційне поле ближньої, лінзується ним, і зображення фонової галактики стає підковоподібним. Через неідеальне розташування спостерігача, гравітаційної лінзи і лінзованої галактики на одній прямій ми бачимо не повне кільце Ейнштейна, а лише дугу. «Підкова» охоплює близько 300° і має діаметр 10,2 секунди дуги.
Лінзуюча галактика, LRG 3-757, надзвичайно масивна: приблизно в сто разів масивніша за нашу галактику Чумацький Шлях. Вона належить до рідкісного класу галактик, званих яскравими червоними галактиками (англ. luminous red galaxies, LRG), які випромінюють сильне інфрачервоне випромінювання.
Система була відкрита в 2007 році міжнародною групою вчених у рамках проєкту SDSS, а після цього ретельно досліджена космічним телескопом «Габбл».